# Карасена
Карасена (ісп. Caracena) — муніципалітет в Іспанії, у складі автономної спільноти Кастилія-і-Леон, у провінції Сорія. Населення — 23 особи (2010).
Муніципалітет розташований на відстані близько 120 км на північний схід від Мадрида, 65 км на південний захід від Сорії.

## Демографія
Динаміка населення (INE ):

## Галерея зображень

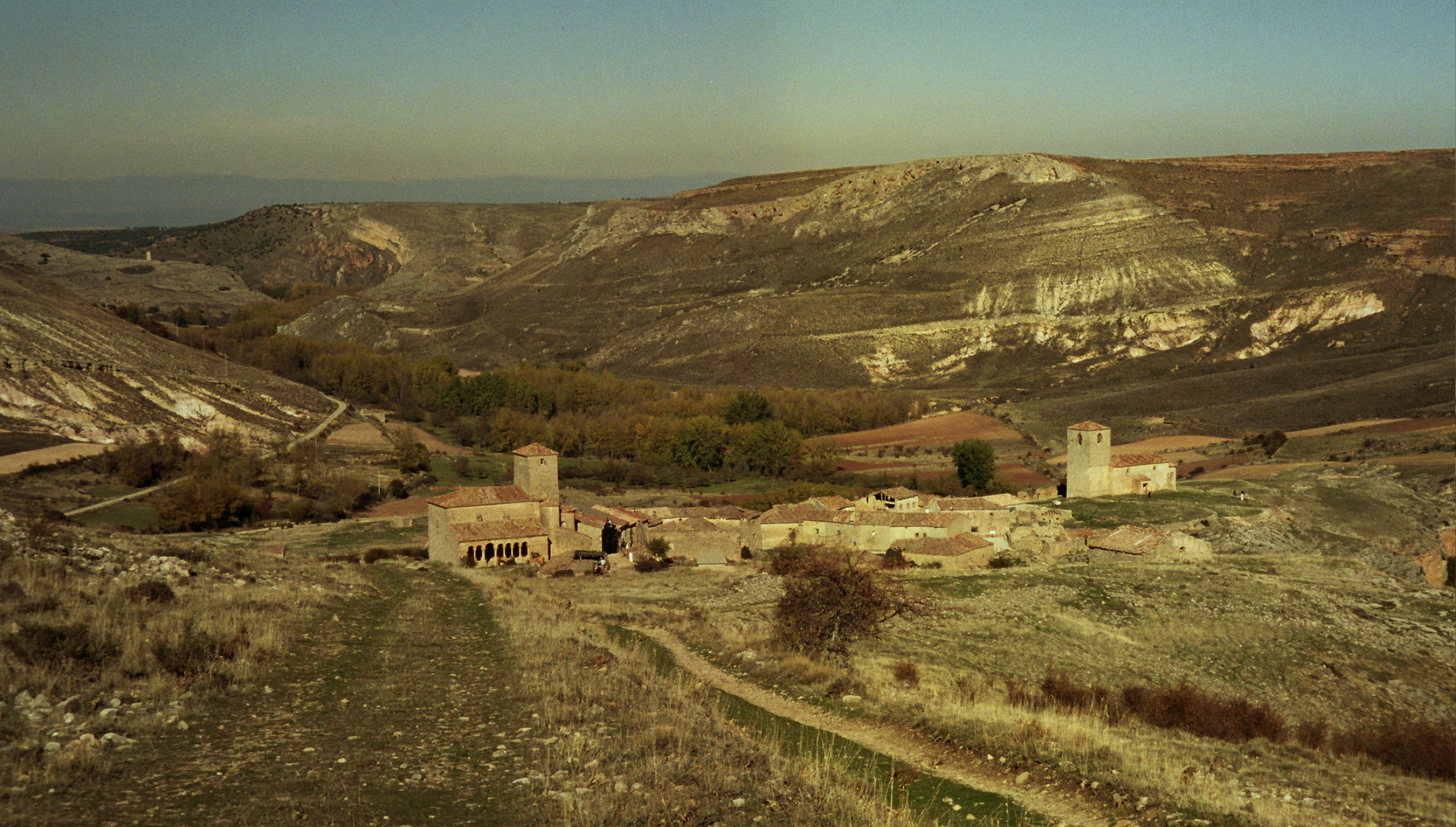
Карасена
Розташування муніципалітету Карасена
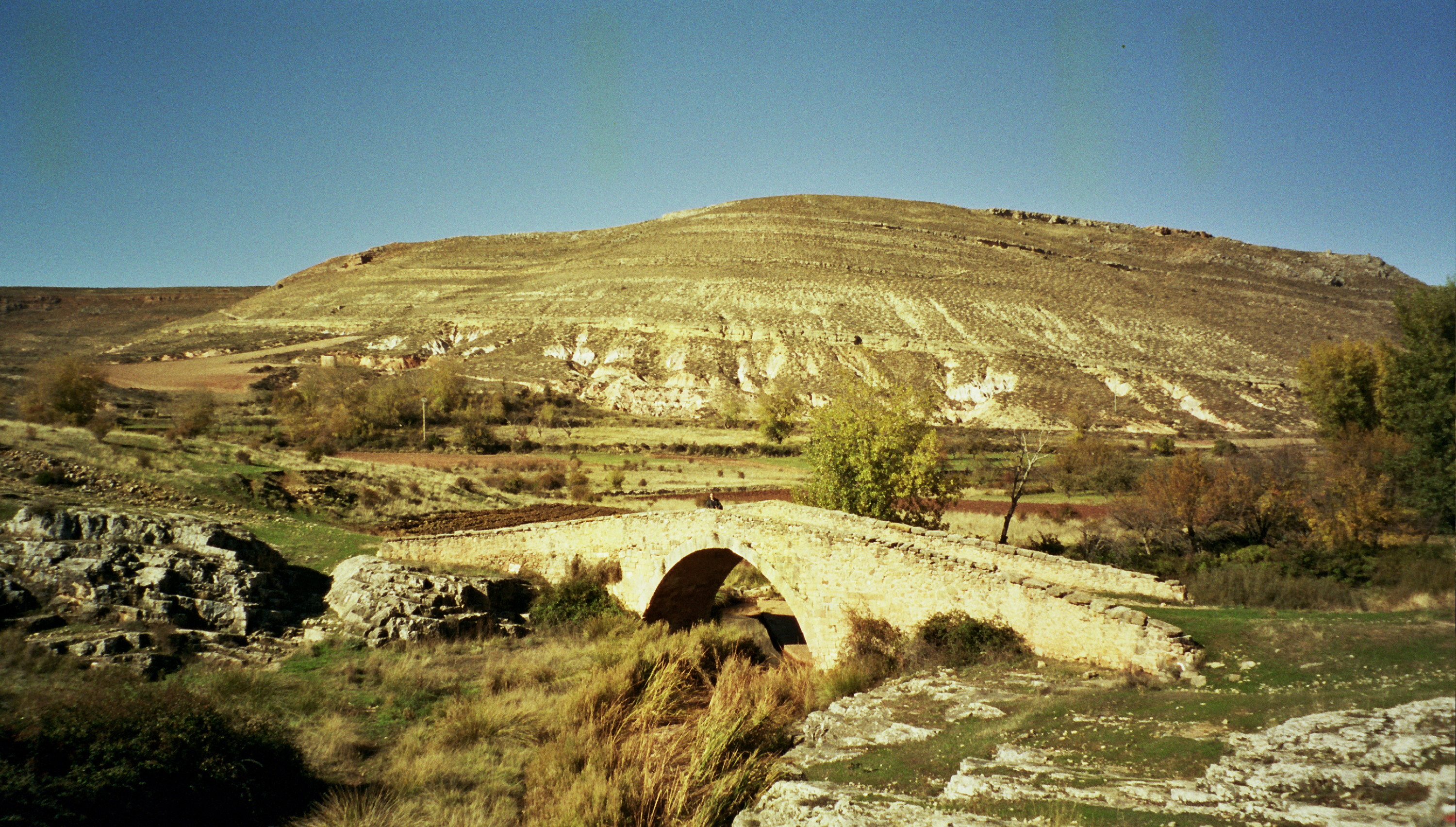
Карасена, середньовічний міст
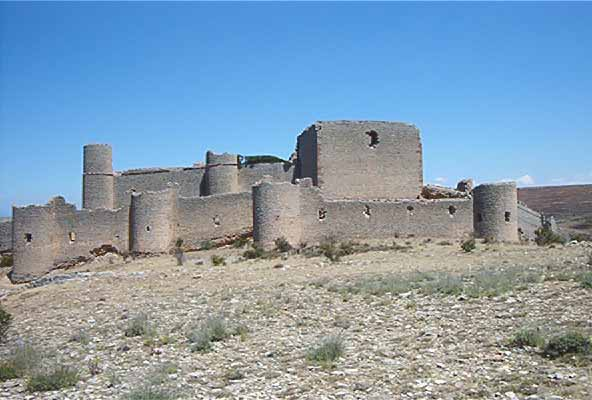
Замок у Карасені
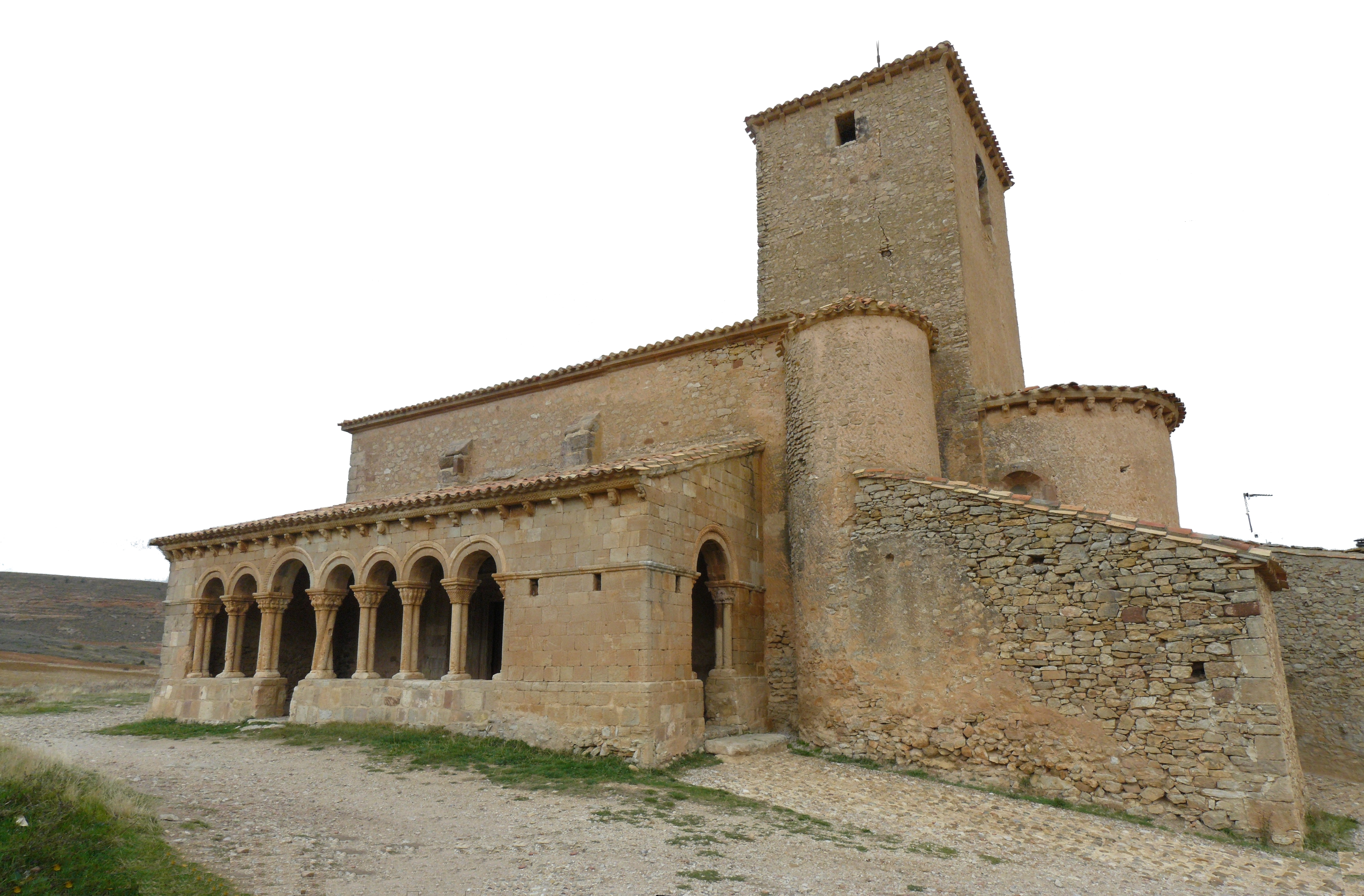
Церква Сан-Педро